# Aeroflot-Flug 245
Am 17. Dezember 1961 verunglückte eine Iljuschin Il-18 auf dem innersowjetischen Linienflug Aeroflot-Flug 245 von Moskau nach Sotschi, wobei alle 59 Insassen starben.

## Besatzung
Die Besatzung bestand aus einem Flugkapitän, einem Ersten Offizier, einem Flugingenieur, einem Navigator, einem Funker sowie vier Flugbegleiterinnen.

## Flugzeug
Das Flugzeug war eine 3 Jahre alte Iljuschin Il-18 mit dem Luftfahrzeugkennzeichen CCCP-75654, welche am 30. Oktober 1958 zum ersten Mal eingesetzt und schließlich ab dem 17. November 1958 bis zum Unfall durch die Aeroflot betrieben wurde.

## Verlauf
Die Il-18 startete um 14:34 in Moskau und stieg auf eine Reiseflughöhe von 8000 m. Um 15:47 berichteten die Piloten das Erreichen des Luftraums von Rostow am Don bei einer Geschwindigkeit von 630 km/h. Um 15:52 nannte der zuständige Fluglotse die Position des Flugzeugs: Azimut 5° und eine Entfernung von 240 km, was die Piloten bestätigten. Um 15:59 meldete der Fluglotse, dass die Il-18 Luhansk überquert hatte, worauf die Piloten auch nach mehreren Versuchen zur Funkkontaktaufnahme nicht antworteten. Kurz danach verschwand auch das Signal der Il-18 auf dem Radarschirm.
Das verbrannte Wrack wurde schließlich 10 Kilometer östlich der Siedlung Tschebotowka und 80 m südlich der Straße zwischen Tschebotowka und Tarasowski auf einem schneebedeckten Feld entdeckt.

## Ursache
Das Hauptwrack erstreckte sich etwa 300 bis 350 m in nordwestlicher Richtung, während die Landeklappen beider Tragflächen 100 bis 1000 m südwestlich der Aufschlagsstelle verstreut lagen. Zudem gruben sich die Triebwerke 3,5 bis 5 m tief in den Boden ein.
Es wurde festgestellt, dass die Landeklappen noch in der Luft von den Tragflächen abbrachen, nachdem im Reiseflug der Flugingenieur versehentlich den dazugehörigen Hebel berührt hatte und die Landeklappen voll (40°) ausgefahren wurden. Dadurch kam es zum Verlust der Längsachsenstabilität und das Flugzeug ging aufgrund seiner aerodynamischen Eigenschaften in einen Sturzflug über. Durch die negativen (also nach oben gerichteten) g-Kräfte konnten die Piloten die Landeklappen nicht wieder einfahren und somit den Sturzflug auch nicht abfangen, wodurch das Flugzeug schließlich um 16:00 Uhr bei sehr hoher Geschwindigkeit mit einem Nickwinkel von 107° und leichter Linksneigung aufschlug. 
Weiterhin wurde festgestellt, dass die Konstruktion des Landeklappenhebels der Il-18 im Gegensatz zur Il-14 und Il-28 das Umlegen während des Fluges nicht verhinderte. Stattdessen trug sie dazu bei, da für die Reiseflugeinstellung der Hebel auf die mittlere Position gesetzt werden musste. Dies widersprach dem Flughandbuch, da laut diesem dies die Start- und Landeeinstellung war.

## Alternative Darstellungen
Eine andere Theorie besagt, dass die Verteilung der Wrackteile über 12 km dafür spreche, dass stattdessen das Flugzeug von einer Rakete vom Typ S-75, abgefeuert bei Kapustin Jar, abgeschossen wurde und dies vertuscht werden soll.

## Ähnliche Fälle
Am 29. August 1979 verunglückte eine Tupolew Tu-124 auf dem Aeroflot-Flug 5484 unter ähnlichen Umständen.